# 緋咲アンナ
緋咲 アンナ（ひざき あんな、1990年3月25日 - ）は、日本のAV女優。プライムエージェンシー所属。
群馬県出身。血液型:B型。身長:172cm。スリーサイズ:B95(G)・W62・H88。趣味・特技:ゲーム、ポルトガル語。

## 略歴・人物
2010年3月にデビューしたハーフ（日本とブラジル）のAV女優である。

## 出演作品

### アダルトビデオ
- NEW ARRIVAL （2010年3月25日、美） ※デビュー作
- 脚長美女のガニ股ロデオFUCK! （2010年4月25日、美）
- 行列ができる即尺保健室 （2010年5月25日、美）
- 憧れのキス魔お姉さんに襲われた! （2010年6月25日、美）
- 初ぶっかけ （2010年7月13日、MOODYZ）
- 突然ごっくん痴女がやってきた! （2010年8月13日、MOODYZ）
- 南米仕込みの異常性欲!ブラジリアンレズモンスター 緋咲アンナ先生 (2010年9月23日、LADY×LADY)
- タイトスカートしか見たくない! 4時間 (2011年1月28日、TMA)オムニバス作品

### イメージビデオ
- 美女秘湯めぐり 湯田中温泉編 (2010年9月29日、オルスタックピクチャーズ)